# جيمس سنكلير سميث
جيمس سنكلير سميث هو سياسي كندي، ولد في 27 ديسمبر 1816 في كيثنس في المملكة المتحدة، وتوفي في 4 أكتوبر 1897. حزبياً، نشط في الحزب الليبرالي في أونتاريو ‏. وقد انتخب عضو برلمان مقاطعة أونتاريو.